# Jiefangcun Shuiku
Jiefangcun Shuiku är en reservoar i Kina. Den ligger i provinsen Gansu, i den nordvästra delen av landet, omkring 610 kilometer nordväst om provinshuvudstaden Lanzhou. Trakten runt Jiefangcun Shuiku består till största delen av jordbruksmark.
Genomsnittlig årsnederbörd är 190 millimeter. Den regnigaste månaden är juli, med i genomsnitt 59 mm nederbörd, och den torraste är mars, med 2 mm nederbörd.